# Броненосцы типа «Дантон»
Броненосцы типа «Дантон» (фр. Classe Danton) — серия французских эскадренных броненосцев периода 1900-х годов. Явились последней серией французских эскадренных броненосцев и последними в мире кораблями этого класса. Конструктивно представляли собой значительный шаг по сравнению с предшествовавшими броненосцами типа «Демократи» и считались представителями «полудредноутных» броненосцев, с приближенным к главному средним калибром. Помимо этого, представители серии стали единственными в мире броненосцами с паротурбинной силовой установкой.
Всего в 1906—1911 годах было построено шесть кораблей типа «Дантон». Выбор французского флота в пользу строительства ещё одной серии броненосцев объяснялся экономией средств и меньшей на тот момент рискованностью подобного решения, однако успех линкоров дредноутного типа и переход других стран к их строительству сделал броненосцы типа «Дантон» устаревшими ещё до вступления в строй. Корабли этой серии являлись одними из мощнейших эскадренных броненосцев в мире, по мощности артиллерийского вооружения сравнимыми с ранними дредноутами, хотя проблематичность контроля стрельбы смешанной артиллерии крупного калибра в значительной мере сводила на нет это достоинство.

## История
Шесть эскадренных броненосцев серии «Дантон» были заказаны по программе военно-морского строительства 1905 года, как ответ на усиление германского флота. В основе проекта изначально лежал улучшенный предыдущий тип эскадренных броненосцев; однако, прошедшая русско-японская война заставила пересмотреть проект. Проанализировав исход Цусимского Сражения, французские адмиралы сочли, что японцы выиграли за счёт превосходства в скорости, лучшей боевой подготовки и поражающего эффекта многочисленных снарядов среднего калибра, разрушающих небронированные борта и надстройки русских кораблей. Из этого, французы сделали вывод о доминирующей роли огневой производительности (то есть числа выпущенных снарядов) в морских сражениях.
В связи с этим, базовый проект был переработан под новые требования. Так как русско-японская война ясно продемонстрировала значительное увеличение дальности морского боя, французы сочли прежние 194-мм орудия «промежуточного» калибра неэффективными, и решили вооружить новые корабли гораздо более мощными 240-мм пушками; достаточно мощными, чтобы даже на большой дистанции пробивать по крайней мере тонкую броню, и в то же время более скорострельными, чем тяжёлые 305-мм орудия главного калибра. Однако при этом, французы все ещё считали что решающий характер сражение приобретёт лишь на дистанциях менее 8-10 километров, и не уделили должного внимания проблеме управления огнём при наличии одновременно двух типов тяжёлых орудий на борту; 305-мм главного калибра и 240-мм промежуточного. Хотя возможность создания корабля с унифицированной артиллерией главного калибра (заменой шести двухорудийных 240-мм башен на одноорудийные 305-мм) рассматривалась в ходе проектирования, она была отвергнута на том основании, что 305-мм орудия не обеспечивали должной огневой производительности.
Закладка первых трёх кораблей состоялась в 1906 году, когда правительство, обеспокоенное возможным отставанием французского военно-морского флота в технологическом плане, потребовало провести переоценку проекта. В ходе этой работы, адмиралы предложили установить на строящихся кораблях паровые турбины (более мощные и компактные, чем обычные паровые машины) и новые, более мощные 45-калиберные 305-мм орудия модели 1906 года. Военно-морской министр Гастон Томсон возражал против этих решений, на том основании, что они задержат ввод трёх уже заложенных кораблей в строй, и предлагал построить первые три по прежнему проекту, а последующие три — по новому; в итоге, правительство все же настояло на пересмотре проекта. Все это — вкупе с постоянными последующими переделками, зачастую требовавшими демонтажа уже готовых частей кораблей — затянуло строительство серии.

## Конструкция
Повторяя основным дизайном корпуса предшествующие броненосцы серии «Демократи», корабли класса «Дантон» были существенно больше — их полное водоизмещение превышало 19318 тонн, что ставило их в один ряд с первыми дредноутами. Длина их составляла 144,9 метра, ширина — 25,8 метра, осадка — 9,2 метра.
Корабли имели приподнятый полубак, и не имели ярко выраженной надстройки. Они были оснащены пятью трубами (три в носовой части и две в кормовой) и двумя лёгкими боевыми мачтами с единственным марсом.

### Вооружение
Корабли были вооружены четырьмя новыми 305-миллиметровыми 45-калиберными орудиями образца 1906 года. Эти весьма удачные орудия были гораздо мощнее старых 40-калиберных пушек и превосходили современные им британские орудия по скорострельности, весу снаряда и его начальной скорости. Французы использовали тяжёлый бронебойный снаряд (весом 432 кг) и облегчённый фугасный (308 кг), запускавшийся с очень высокой начальной скоростью. Это соответствовало доктрине ведения боя разными снарядами на разных дистанциях.
Боезапас на 305-мм орудие обычно составлял 75 снарядов и зарядов, но имелись резервы для ещё 10. Готовая к выстрелу боеукладка из восьми снарядов хранилась в самой башне у задней стенки; пороховые метательные заряды к ним располагались в нижней части боевого отделения башни.
Вспомогательное вооружение корабля было усилено радикально, и состояло из двенадцати 240-миллиметровых 50-калиберных орудий образца 1902 года в шести двухорудийных башнях. Имея скорострельность в 2 выстрела в минуту, орудия запускали 220-кг снаряд с начальной скоростью до 800 метров в секунду, практически не уступая по мощности более тяжёлым промежуточным орудиям ряда других флотов. В целом, главное и вспомогательное вооружение корабля было чрезвычайно мощным, и лишь незначительно уступало однокалиберному вооружению ранних дредноутов: но наличие двух главных калибров чрезвычайно затрудняло бой на большой дистанции.
Боезапас на 240-мм орудие составлял обычно 80 снарядов. Имелись резервы для хранения 20 дополнительных. По 12 снарядов хранилось как готовая боеукладка в самой башне, к ним имелось 36 пороховых метательных зарядов.
Противоминное вооружение состояло из 16 75-миллиметровых орудий, считавшихся уже недостаточно мощными для поражения современных эсминцев. Орудия располагались по бортам корабля, в небронированных установках. Его дополняли 10 практически бесполезных 47-мм орудий Гочкиса.
Торпедное вооружение состояло из двух 450-мм торпедных аппаратов, установленных побортно под углом в 80 градусов от продольной оси корабля. Боезапас составлял по 3 торпеды образца 1909 года на аппарат. В дополнение, «Дантон» мог нести до 10 мин заграждения, но не имел каких-либо устройств для самостоятельной минной постановки.

### Система управления огнём
Состояла из пары 2-метровых дальномеров центральной наводки, смонтированных на крыше мостика, и по одному 1,37-метровому дальномеру было смонтировано на крыше каждой башни для индивидуального наведения. С интегрированием их в единую систему возникли проблемы, поэтому в качестве временного решения корабли были оборудованы угломерными дальномерами Понтуса и Терроди, определявшими расстояние до цели по высоте мачт (то есть требовавших наличия информации о цели).
В 1918 году были установлены новые строенные дальномеры с базой 3,66 м.

### Бронирование

#### Броневые пояса
Главный пояс корабля имел толщину 270 миллиметров и тянулся на всю длину корпуса, утоньшаясь в оконечностях до 180 мм. Он состоял их двух рядов плит, общей высотой 4,5 метра и прикрывал борт от главной палубы и на 1,1 метр ниже ватерлинии. Нижний ряд плит утоньшался к нижней кромке до 80-100 мм.
Над главным поясом располагался верхний пояс из двух рядов броневых плит: первый ряд от форштевня до барбета кормовой башни главного калибра, и второй — поверх первого, между носовой и кормовой башнями главного калибра. Верхний пояс имел толщину 140-мм в центральной части, и 75-мм в носовой оконечности. За кормовой башней главного калибра верхний пояс замыкался траверсной переборкой толщиной 200 мм.
Таким образом, вертикальное бронирование корабля состояло как бы из трёх ярусов:
- Главный пояс вдоль всей ватерлинии; от носа до кормы, сверху прикрытый броневой палубой.
- Над ним — нижний ярус верхнего пояса; от носа и до барбета кормовой башни главного калибра.
- Ещё выше — верхний ярус верхнего пояса; от барбета носовой башни главного калибра и до барбета кормовой башни главного калибра.

#### Горизонтальная защита
Главная броневая палуба толщиной 48 миллиметров шла по верхней кромке главного пояса. Она состояла из трёх слоёв 16-мм плит. Под ней, по нижней кромке главного пояса, проходила 45-мм противоосколочная палуба, из трёх слоёв 15-мм плит. Противоосколочная палуба предназначалась для удерживания тех снарядов, которые сумеют пробить верхнюю палубу, либо их осколков.
Края противоосколочной палубы у бортов корабля загибались вниз, соединяясь с противоторпедной переборкой. На скосах, палуба состояла из одного слоя 15-мм плит, прикрытого дополнительным 40-мм слоем брони.

#### Орудийные башни
Лобовые плиты орудийных башен главного (305-мм) калибра, достигали толщиной 340 миллиметров. Бока башен были защищены слабее, их прикрывали 260 миллиметровые плиты. Барбеты под башнями достигали толщины 246 миллиметров, но под верхней броневой палубой их толщина уменьшалась до 64 миллиметров.
Артиллерия промежуточного (240-мм) калибра была защищена менее толстой бронёй. Башни 240-мм орудий защищались 225 миллиметровыми лобовыми плитами и 188 миллиметровыми плитами по бокам. Барбеты их имели толщину броневых плит от 148 миллиметров до 155 миллиметров.
Боевая рубка была защищена 266 миллиметровой бронёй в передней части, и 216 миллиметровой по бокам. Коммуникационный колодец, шедший вниз от рубки, был защищён 200 миллиметровыми плитами.

#### Противоторпедная защита
Противоторпедная защита корабля была мощной и хорошо продуманной. Одними из первых в мире, броненосцы серии «Дантон» имели встроенные противоторпедные отсеки толщиной в 2 метра. Отсеки опирались на вертикальную противоторпедную переборку, состоявшую из трёх слоёв 15-мм стали. Сразу за противоторпедной защитой, находились по 16 герметичных отсеков с каждого борта, часть из которых использовалась под угольные ямы. Эффективность ПТЗ остаётся спорным вопросом: «Дантон», получив два торпедных попадания, затонул через 40 минут, но «Вольтер», получив два попадания, остался на плаву.

### Силовая установка
Корабли были первыми четырёхвальными броненосцами во французском флоте и первыми в нём кораблями основного класса с паротурбинной силовой установкой. Мощность турбин Парсонса, построенных по лицензии, составляла порядка 26500 л. с. Скорость разнилась для разных кораблей от 19,7 до 20,6 узлов, при этом все корабли превысили запланированные 19,25 узлов. Двадцать шесть водотрубных котлов обеспечивали каждый корабль паром; при этом три первых корабля получили котлы Бельвилля, а вторые три — котлы Никлосса, оказавшиеся неэкономичными в эксплуатации и не позволившие развить скорость выше 19,5-19,9 узла.
Проблемой турбин была низкая экономичность на малых оборотах. Автономность «Дантонов» оказалась почти вдвое ниже, чем у предшествующих броненосцев (оснащённых обычными паровыми машинами). В качестве компенсации, турбины были гораздо надёжнее и позволяли значительно дольше поддерживать максимальную скорость.

## Служба
Все броненосцы серии активно использовались в Первой мировой войне, при этом «Дантон» был потоплен германской подводной лодкой, а «Вольтер» получил попадания двух торпед, но остался на плаву. В ходе войны броненосцы получили зенитную артиллерию, а в 1918 году прошли модернизацию, включавшую увеличение дальности стрельбы 240-мм орудий и установку более совершенной системы управления огнём для них. В 1919 году «Мирабо» и «Верньо» в составе объединённой эскадры Антанты находились в Севастополе, причём первый 13 февраля во время шторма сел на камни, и его удалось снять лишь в апреле после демонтажа брони и носовой 305-мм башни. По возвращении в Тулон повреждённый броненосец был списан. «Верньо» также был исключён из состава флота в 1921 году, однако остальные корабли оставались в строю как учебные до 1930-х годов; последний представитель типа был списан лишь в 1936 году.

## Представители
| Название             | Верфь                       | Закладка        | Спуск на воду   | Вступление в строй | Судьба                          |
| -------------------- | --------------------------- | --------------- | --------------- | ------------------ | ------------------------------- |
| «Дантон» Danton      | Верфь флота в Бресте        | февраль 1906    | 4 июля 1909     | 1 июня 1911        | потоплен ПЛ U-64 19 марта 1917  |
| «Вольтер» Voltaire   | F.C.M.                      | 20 июля 1907    | 16 января 1909  | 1 августа 1911     | выведен из состава флота в 1935 |
| «Кондорсэ» Condorcet | A.C. de la Loire, Сен-Назер | 23 августа 1907 | 20 августа 1909 | 25 июля 1911       | выведен из состава флота в 1931 |
| «Дидро» Diderot      | A.C. de la Loire, Сен-Назер | 20 октября 1907 | 19 апреля 1909  | 1 августа 1911     | выведен из состава флота в 1936 |
| «Мирабо» Mirabeau    | Арсенал в Лорьяне           | 4 мая 1908      | 28 октября 1909 | 1 августа 1911     | выведен из состава флота в 1921 |
| «Верньо» Vergniaud   | C de la Gironde, Бордо      | июль 1908       | 12 апреля 1910  | 22 сентября 1911   | выведен из состава флота в 1921 |

## Оценка проекта
Одни из последних в мире заложенных эскадренных броненосцев, корабли серии «Дантон» претендовали на статус лучших в мире кораблей преддредноутного класса, находясь в одной категории с британскими додредноутами «Лорд Нельсон» и австрийскими «Радецкий». Однако, ввиду изменения доктрины морского боя, и переходу к артиллерийским сражениям на большой дистанции (требовавшим унифицированного главного калибра), вся серия кораблей в итоге оказалась морально устаревшей уже на момент закладки.
В целом, огневая мощь двухкалиберной артиллерии этих кораблей соответствовала огневой мощи первых дредноутов. Бортовой залп «Дантона» составлял четыре 305-мм орудия и шесть 240-мм орудий: в десять минут, они выпускали 200 тяжёлых снарядов общим весом в 60960 кг. Для сравнения, бортовой залп британского «Дредноута» — восемь 305-мм орудий — за десять минут состоял из 120 снарядов общим весом всего в 46320 кг. На ближних и средних дистанциях боя, «Дантоны» были эквивалентны ранним дредноутам и даже превосходили их по огневой производительности. Но на больших дистанциях, сложности управления огнём двух близких калибров приводили к резкому снижению точности огня «Дантонов». Кроме того, более лёгкие 240-миллиметровые снаряды тормозились быстрее чем более тяжёлые 305-миллиметровые, и на больших дистанциях утрачивали бронепробивающую способность.
После установки новых дальномеров и увеличения углов возвышения в 1918 году 240-мм орудия стали самыми дальнобойными во французском флоте, и пережили свои корабли — они были установлены на берегу в Дакаре, и в 1940 году нанесли серьёзные повреждения английским крейсерам «Дели» и «Камберленд».
Броневая защита кораблей была вполне адекватна требованиям времени и защищала от попаданий 305-миллиметровых снарядов около ватерлинии. В то же время, относительно тонкий верхний пояс уже не представлял достаточной защиты от тяжёлой артиллерии. Наконец, по-прежнему неадекватным было противоминное вооружение; большинство флотов в этот период уже осознало недостаточность 75-мм орудий для поражения современных эскадренных миноносцев. Наличие же 47-мм противоминных орудий являлось уже чистейшим анахронизмом.
В целом на момент вступления в строй в 1911 году броненосцы типа «Дантон» по боевой мощи и защите вполне соответствовали первым английским и немецким дредноутам и морально устарели одновременно с ними после вступления в строй кораблей с 343—356 мм артиллерией.